# 애리얼 윈터
애리얼 윈터(Ariel Winter, 1998년 1월 28일 ~ )는 미국의 배우, 성우이다. 드라마 《모던패밀리》의 알렉스 던피 역으로 유명하다.

## 작품 목록
- 킬러스 - 사다에 역
- 모던패밀리
- 리틀 프린세스 소피아: 엘레나와 비밀의 아발로 왕국 - 소피아 공주 역 (목소리)
- 스머프: 비밀의 숲
- 리틀 프린세스 소피아: 진정한 용기 - 소피아 공주 역 (목소리)